# Казе Орзо (Тревизо)
Казе Орзо је насеље у Италији у округу Тревизо, региону Венето.
Према процени из 2011. у насељу је живело 22 становника. Насеље се налази на надморској висини од 71 м.